# دوست مرده
دوست مرده (انگلیسی: Dead Friend) فیلمی در ژانر ترسناک محصول سال ۲۰۰۴ کره جنوبی است. این یکی از چند فیلم ترسناک کره‌ای است که در دبیرستان واقع شده است. این رویه با فیلم راهروهای نجواگر (۱۹۹۸) آغاز گشت.